# Ch'ŏlsan-gun
Ch'ŏlsan-gun (koreanska: 철산군) är en kommun i Nordkorea.   Den ligger i provinsen Norra P'yŏngan, i den västra delen av landet, 120 km nordväst om huvudstaden Pyongyang.